# 俄宮情怨
《凱瑟琳女皇》（英語：Young Catherine）是一部1991年的美國兩集迷你劇，基於叶卡捷琳娜二世的早年生涯改編而成。由茱莉亞·歐蒙飾演叶卡捷琳娜二世，凡妮莎·蕾格烈芙飾演伊麗莎白女皇。1992年5月16日在台視影集午夜場播出。

## 劇情概要
1744年，荳蔲年華的凱瑟琳從家鄉出發前往俄國與皇位繼承人彼得成婚。彼得的姑媽伊麗莎白女皇是個鐵腕治國的君主，而彼得則是個既不適合當沙皇也不適合做新郞的「無用」公爵。凱瑟琳在俄國宮廷被視為外國人，她的敵人不斷對她的丈夫彼得施加影響，以此來對付她，凱瑟琳的宮廷生活如履薄冰。愚蠢的彼得讓凱瑟琳無法眞心相愛，她有自己的情人並懷了他的骨肉。在摯友英國大使查爾斯·漢璧禮·威廉士爵士的幫助下，凱瑟琳決定為她自己、她的兒子保羅和俄羅斯帝國謀得一條生路，那就是奪取皇位。

## 主要角色
- 凡妮莎·蕾格烈芙 飾 伊麗莎白女皇
- 茱莉亞·歐蒙 飾 叶卡捷琳娜二世
- 馬克·法蘭科（英语：Mark Frankel） 飾 格利哥里·奧洛夫（英语：Grigory Orlov）
- 麥斯米倫·雪爾 飾 腓特烈大帝
- 蘿莉·荷登 飾 凱瑟琳·達許可娃（英语：Yekaterina Vorontsova-Dashkova）
- 約翰·夏普內（英语：John Shrapnel） 飾 修士大司祭托多斯基

## 發行版本
1991年5月29日同時發售150分鐘版本和180分鐘TNT版本的VHS，現已絕版。一部時長187分鐘的俄語配音版曾以DVD的形態發售，華納兄弟於2013年11月19日重發這部迷你劇的DVD。

## 外部連結
- 互联网电影数据库（IMDb）上《凱瑟琳女皇》的资料（英文）
- AllMovie上《凱瑟琳女皇》的资料（英文）
- 爛番茄上《凱瑟琳女皇》的資料（英文）
- 香港外語電影資料網上《凱瑟琳女皇》的資料 （繁體中文）